# Rosengimpel

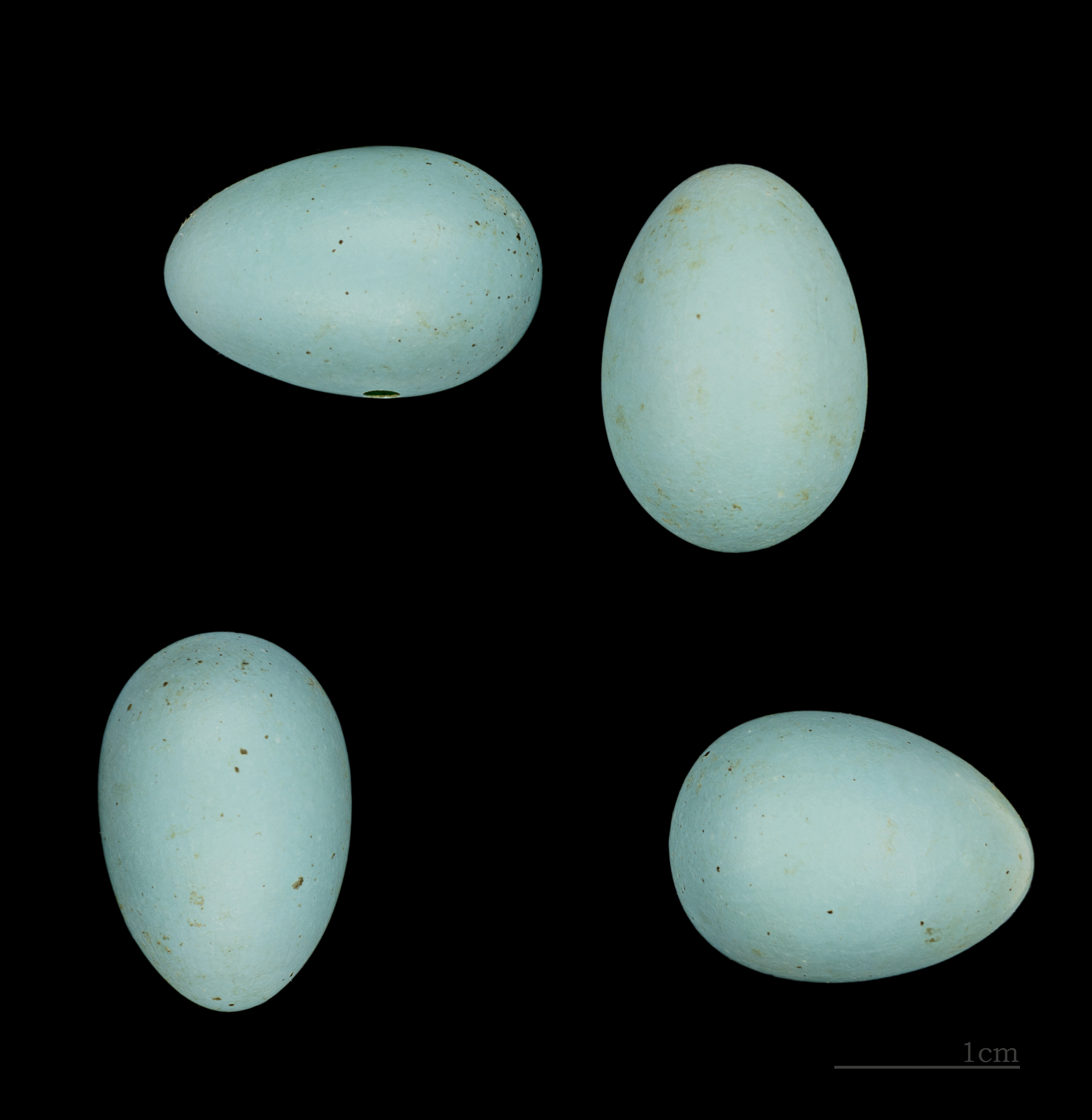
Eier des Rosengimpels

Der Rosengimpel (Carpodacus roseus) ist ein Singvogel aus der Familie der Finken. Er besiedelt vorwiegend bewaldete Bergregionen der Taiga im südlichen Mittelsibirien. Die nördlichen und mittleren Populationen ziehen im Winter in südlichere Gebiete.

## Beschreibung

### Aussehen
Der Rosengimpel gehört mit 16–17 cm Körperlänge zu den mittelgroßen Karmingimpel-Arten. Der Vogel wirkt recht gedrungen, der Schwanz im Flug verhältnismäßig lang. Die Flügellänge des Männchens beträgt 82–93 mm, die des Weibchens 80–91,5 mm. Die Schwanzlänge liegt zwischen 61 und 74 mm, das Gewicht zwischen 21 und 35 g. Der Schnabel ist kurz und kräftig mit feiner Spitze. Die Füße sind rötlich braun. Unterarten werden nicht beschrieben.
Die Geschlechter unterscheiden sich deutlich in der Gefiederfärbung. Beim Männchen im Brutkleid sind Kopf, Nacken und fast die gesamte Unterseite dunkel rosa. Scheitel und Kehle zeigen auffällige, weiße Spitzen. Auf dem Hinterbauch läuft die rosa Färbung ins Weißliche aus. Der obere Rücken ist graubraun und wird nach hinten dunkelrosa mit dunklen, breiten Federzentren. Der untere Rücken und die Oberschwanzdecken sind rosa gefärbt. Der gegabelte Stoß ist schwarzbraun mit rosa oder blassrosa Säumen. Die Randdecken sind dunkelrosa, die Armdecken dunkelbraun mit rosa Säumen und hellen Spitzen, die ein doppeltes, helles Flügelband bilden. Schwingen und Handdecken sind dunkelbraun mit hellerem oder rosa Saum. Im Winter ist der Kontrast der weißen Federspitzen zum dunkelrosa des Gesichts nicht so ausgeprägt, der Vogel wirkt insgesamt bräunlicher.
Das Weibchen ist überwiegend graubraun mit dunkler Streifung. Gesicht, Kehle und Brust sind rötlich überhaucht. Auf dem Bauch schlägt diese Färbung in ein rötliches Orange um. Der Bürzel ist rosa bis rosa-orange. Männchen im ersten Jahr ähneln den Weibchen, die rötlichen Partien sind aber weniger kräftig. Weibchen im ersten Jahr sind noch weniger ausgefärbt.

### Stimme
Die Art ist wenig ruffreudig. Der Ruf ist ein kurzes, gedämpftes Pfeifen. Der wenig weit tragende Gesang klingt ähnlich, wobei Ruffolgen mit auf- und absteigenden Tönen als Strophen in Abständen wiederholt werden. Er wird von erhöhten Warten in der Deckung von Bäumen vorgetragen.

## Verbreitung
Der Rosengimpel kommt im südlichen Mittelsibirien vor. Das Vorkommen reicht vom Jenissei-Becken  und dem südöstlichen Altai nordostwärts durch das Lena-Becken und ostwärts bis an die Kolyma und das Ochotskische Meer. Im Süden reicht die Verbreitung bis in das Sajangebirge, nach Tannu-Ola, in das Große Hinggan- und das Chentii-Gebirge sowie nordwestwärts durch das Stanowoigebirge und die nördliche Amurregion bis nach Sachalin.
Die Art ist nur stellenweise häufig und sonst selten. Aufgrund des großen Verbreitungsgebietes und des offenbar gleichbleibenden Bestandstrends wird die Art als ungefährdet angesehen.

## Lebensraum
Der Rosengimpel besiedelt Nadel- und Birkenwälder der nördlichen Taiga bis 3030 m über dem Meer. Man findet ihn aber auch auf alpinen Matten, in dichten Gebüschen und auf kargen Berghängen und -gipfeln. Im Winter trifft man ihn im Laubwald und in Gebüschen in Flussniederungen, bisweilen auch in der Kulturlandschaft oder in Siedlungshabitaten an.

## Wanderungen
Der Rosengimpel ist Zug- oder Strichvogel. Die nördlichen und zentralen Populationen ziehen von Oktober bis November in südlichere oder südöstlichere Regionen. Die Überwinterungsgebiete liegen im Bereich des Ussuri, der südöstlichen Mongolei und im  nördlichen China von Gānsù und Shaanxi bis in die Mandschurei und südlich bis Jiangsu. Seltener ist die Art in Japan, Westsibirien und im nördlichen Kasachstan anzutreffen. Der Rückzug erfolgt im März und April. Bei gelegentlichen Irrgästen im europäischen Raum kann es sich auch um Gefangenschaftsflüchtlinge handeln.

## Lebensweise
Er lebt meist paarweise oder in kleinen Trupps. Auf dem Zug bilden sich Schwärme mit bis zu 100 Exemplaren. Er ernährt sich von Sämereien, Trieben und Knospen sowie Beeren und ist daher bei der Nahrungssuche meist in Bäumen, Büschen oder auf dem Boden anzutreffen.